# Linagora
Linagóra — компания, специализирующаяся на разработке открытого программного обеспечения, основанная в июне 2000 года Александром Запольским и Мишелем-Мари Моде.
Головной офис компании расположен во Франции, а ее региональные филиалы — в России, Канаде, Вьетнаме и Тунисе.

## История
Акционерное общество упрощенного типа Linagora было основано во Франции 28 июня 2000 года Александром Запольским и Мишелем-Мари Моде. Название компании отсылает к словам «Linux» и «Agora».
В 2007 году Национальная ассамблея выбрала компанию Linagora для проведения перехода от операционной системы Microsoft Windows к системе Linux (дистрибутив Kubuntu). Затем Linagora стала одной из ведущих компаний Франции в области открытого программного обеспечения по количеству завершенных проектов.
В 2010 году 30 % оборота компании Linagora приходилось на разработку программного обеспечения, 35 % — на предоставление услуг технической поддержки, 25 % — на услуги, связанные с проектами сообщества открытого исходного кода и 10 % — на образовательные программы. Портфель клиентов разделен между государственным (40 %) и частным (60 %) секторами.
В 2015 году премьер-министр Франции Мануэль Вальс в ответ на предложение Linagora выделил средства в размере 10,7 млн евро на исследовательскую программу, направленную на создание программной платформы нового поколения с открытым исходным кодом.
В 2016 году Linagora запустила программу обучения OpenUp: первые курсы профессиональной подготовки в сфере открытого исходного кода во Вьетнаме. Каждый год LINAGORA Vietnam в партнерстве с Политехническим институтом Ханоя (Бах Кхоа Ха Ной) обучает около 50 инженеров профессиям, связанным с разработкой и использованием открытого исходного кода.
В сентябре 2016 года Linagora запустила социальную сеть La Cerise для газеты «L’Humanité». Построенная в форме приложения, эта сеть была призвана «отражать идеи издания».
В октябре 2016 г. компания выиграла два государственных контракта на поддержку открытого программного обеспечения в 42 министерствах и других административных органах Франции.
В январе 2017 года Linagora в сотрудничестве с Grande École du Numérique запустила учебный проект под названием OpenHackAdemy.
В 2018 году Linagora совместно с Электрисите де Франс (EDF) разработала персонального голосового помощника с открытым исходным кодом для использования в конференц-залах. Название готового продукта было сменено с оригинального LinTO на Tango.
26 мая 2018 в рамках Петербуржского международного экономического форума Linagora и АстроСофт подписали соглашение о стратегическом партнерстве.
В мае 2019 года Linagora при поддержке государственного секретаря Франции по цифровым технологиям Седрика О организовала сбор средств, нацеленный на:
- создание фонда, позволяющего родителям полинезийских детей, попавших в больницы Франции, сопровождать их на материковой части Франции;
- оснащение младших школьников цифровыми устройствами (планшетами или ПК);
- создание курсов Grande École du numérique «OpenHackademy» в Полинезии[11][12][13].

13 февраля 2020 года Linagora и Координационный центр Минкомсвязи России подписали соглашение о двухстороннем сотрудничестве России и Франции в сфере ИТ.
В марте 2020 года Linagora представила бесплатную и независимую платформу для видеоконференцсвязи, созданную на основе программного обеспечения Jitsi и веб-сервера NGINX и предназначенную для упрощения удаленной работы во время пандемии COVID-19.
2 декабря 2021 года LINAGORA подписала соглашение с Донским государственным техническим университетом, целью которого стало сотрудничество в сфере цифровой трансформации агропромышленного и индустриального комплекса.

### Приобретение предприятий
Компания приобрела:
- в июле 2007 г. — предприятие малого и среднего бизнеса AliaSource, расположенное в Рамонвиль-Сен-Анье и управляемое основателем Пьером Бодракко[17][18];
- в 2008 г. — компанию Netaktiv, объявление об этой покупке было сделано на выставке Solutions Linux в 2008 г.[19];
- в 2012 году — компанию EBM Websourcing, занимающуюся изданием бесплатного программного обеспечения с открытым исходным кодом Petals Link, разработка которого заняла более 20 лет[20];
- в 2016 году — диджитал-агентство Neoma Interactive, специализирующееся в области UX-дизайна и стратегии цифровых коммуникаций[21].

### Филиалы
По состоянию на 2022 год головной офис компании находится в Тур Франклин квартала Ла-Дефанс, дочерние компании расположены во Франции в Лионе, Тулузе и Марселе, а также за рубежом в Москве, Монреале, Ханое и Тунисе.

## Сферы деятельности

### Продукты

#### Twake
Платформа Twake была разработана, чтобы предоставить альтернативу продуктам Google и Microsoft. Продукт представляет собой инструмент для совместной работы, объединяющий обмен мгновенными сообщениями, обмен файлами, видеоконференции и корпоративные календари.

#### LinShare
LinShare — это бесплатное и безопасное приложение для обмена файлами, разработанное с открытым исходным кодом.
В начале 2022 года Linagora выпустила бета-версию LinShare SaaS, однако получаемую и передаваемую информацию все еще можно хранить на своих собственных серверах.

#### LinTO
В 2017 году Linagora инициировала свой проект по созданию голосового помощника с открытым исходным кодом под названием LinTO Этот голосовой помощник для деловых встреч был представлен на выставке CES 2018 в Лас-Вегасе..
Голосовая структура LinTO была разработана в рамках одноименного исследовательского проекта, финансируемого BPI France.

### Услуги

#### OSSA
Одним из основных направлений деятельности компании является OSSA: профессиональная поддержка программного обеспечения с открытым исходным кодом.
В 2012 году Linagora предоставила поддержку открытого программного обеспечения через OSSA 42 министерствам и другим административным органам.